# Макдонел Даглас MD-11
Макдонел Даглас MD-11 (енгл. McDonnell Douglas MD-11) је широкотрупни тромоторни путнички авион намењен дуголинијском саобраћају.

## Пројектовање и развој
Заснован је на старијем  и има за 6 m дужи труп, може да понесе 50 путника више, има нове моторе, крила, дигитални кокпит и захтева само 2 пилота. MD-11 је произвођен у четири модела: путнички, потпуно теретни, адаптибилан путнички/теретњак (избацивањем седишта се од путничког авиона прави теретни) и „комби“, где је превоз путника и робе одвија на главној палуби и плус додатни терет испод палубе. Све верзије авиона MD-11 имају и своје варијанте за продужени домет (ЕР). Рад на програму је започет 1986. године. Прототип је први пут полетео 10. јануара 1990. а у саобраћај је ушао 7. децембра исте године за компанију Финер на линији између Хелсинкија и Тенерифа. Број седишта у авиону зависи од класа и варира од 285 кад има све три класе до 410 када је у авиону само једна, економска класа. Као и код DC-10, авион Макдонел Даглас MD-11 је тромоторни авион са два мотора која су окачена на гондолама испод крила, а трећи мотор је, као и код његовог претходника, уграђен у корен вертикалног стабилизатора на репу. Распон крила је повећан у односу на DC-10, а на крају крила су уграђене винглете које су смањиле потрошњу горива за 2,5%.
У првим годинама производње било је доста техничких проблема, посебно што се тиче перформанси. Највише је било проблема са дометом авиона, који је у стварности био знатно мањи него што је Макдонел Даглас обећавао. Макдонел Даглас, Прат&Витни и Џенерал Електрик 1990. године започињу модификацију пројекта с циљем побољшања корисне носивости, већег долета, особина мотора и аеродинамике авиона. Аеродинамичка побољшања истраживана су заједно са НАСА истраживачким центром. Рад на модификацији авиона је трајао до 1995. године када је достигнут првобитно задати долет. Нажалост, штета која је начињена отказивањем поручених авиона није се могла поправити.

### Варијанте авиона Макдонел Даглас
Авион је продаван у четири цивилне верзије:
- MD-11P - путничка варијанта,
- MD-11F - теретна варијанта - карго,
- MD-11C "Combi" - комбинована путничко-теретна варијанта
- MD-11CF - адаптибилна (променљива) ватијанта, путничка или теретна у зависности да ли су извађена седишта или не.

## Оперативно коришћење

### Коришћење у свету
Авион MD-11 је испоручен и био у служби код више од 20 авио-компанија, у 55 земаља. Иако се као путнички авион није нарочито добро показао, теретна верзија MD-11Ф је показала изузетне резултате и веома је популарна међу авио-компанијама. Већина MD-11 је већ конвертована или ће бити конвертована у теретњаке у ближој будућности. Боинг и Макдонел Даглас су се 1996. године ујединили у једну компанију. Убрзо затим Боинг је објавио да прекида производњу MD-11 због мањка интересовања али и због тога што није желео да прави конкуренцију самом себи и новом Боингу 777. Последњи примерак је испоручен Луфтханзи 22. фебруар 2001. године. Укупно је произведено тачно 200 примерака ових авиона.

### Коришћење код нас
Међу првим компанијама које су наручиле овај тип авиона био је и ЈАТ који је наручио 4 комада са планираном испоруком у 1992. години. Већ у фебруару 1987. ЈАТ је започео преговоре са Макдонел Дагласом у вези са набавком MD-11 који је требало да замени DC-10. Одлука о куповини три MD-11(YU-AME/F/G) донесена је 3. марта 1989. године, а јуна 1990. ЈАТ је поручио и четврти примерак, плус још два као опцију. Међутим, ти авиони, иако су два већ била произведена, никада нису испоручени због санкција УН према СРЈ. 

## Карактеристике авиона Макдонел Даглас
|                             |            |           |                 |                      |
| Капацитет путника           | 285 до 410 | 26 paleta | (181+6pal.)/410 | (285 до 450)/26 pal. |
| Највећа тежина при узлетању | 273.300    | 280.000   | 280.000         | 283.000              |
| Долет                       | 12.655     | 7.310     | 12.435          | (P)12.655/(T)7.310   |
| Брзина крстарења            | 945        | 945       | 945             | 945                  |
| Дужина                      | 61,24      | 61,24     | 61,24           | 61,24                |
| Распон крила                | 51,70      | 51,70     | 51,70           | 51,70                |
| Висина авиона               | 17,60      | 17,60     | 17,60           | 17,60                |